# Deszczno (gromada)
Deszczno – dawna gromada, czyli najmniejsza jednostka podziału terytorialnego Polskiej Rzeczypospolitej Ludowej w latach 1954–1972.
Gromady, z gromadzkimi radami narodowymi (GRN) jako organami władzy najniższego stopnia na wsi, funkcjonowały od reformy reorganizującej administrację wiejską przeprowadzonej jesienią 1954 do momentu ich zniesienia z dniem 1 stycznia 1973, tym samym wypierając organizację gminną w latach 1954–1972.
Gromadę Deszczno z siedzibą GRN w Deszcznie utworzono – jako jedną z 8759 gromad na obszarze Polski – w powiecie gorzowskim w woj. zielonogórskim na mocy uchwały nr V/15/54 WRN w Zielonej Górze z dnia 5 października 1954. W skład jednostki weszły obszary dotychczasowych gromad Deszczno, Glinik i Maszewo ze zniesionej gminy Zieleniec w tymże powiecie. Dla gromady ustalono 16 członków gromadzkiej rady narodowej.
31 grudnia 1961 do gromady Deszczno włączono obszar zniesionej gromady Siedlice w tymże powiecie; równocześnie z gromady Deszczno wyłączono wieś Siedlice, włączając ją do Gorzowa Wielkopolskiego, miasta na prawach powiatu w tymże województwie.
1 stycznia 1969 do gromady Deszczno włączono wieś Brzozowiec z nowo utworzonej gromady Skwierzyna w tymże powiecie.
Gromada przetrwała do końca 1972 roku, czyli do kolejnej reformy gminnej. 1 stycznia 1973 w powiecie gorzowskim utworzono gminę Deszczno.